# 阿德里安娜·亚当
阿德里安娜·亚当（羅馬尼亞語：Adriana Adam，1999年4月11日—），旧姓艾林克伊（Ailincăi），罗马尼亚女子赛艇运动员。她曾代表罗马尼亚参加世界赛艇锦标赛，获得一枚金牌。她也曾参加2020年夏季奥林匹克运动会。